# Erembert de Tolosa
Erembert (Erembertus, Erimbertus, Ermbertus, Arembertus) (Feuillancourt o Pissy, Illa de França, ca. 610 -) fou un monjo benedictí, nomenat bisbe de Tolosa vers 657. És venerat com a sant per l'Església catòlica.

## Biografia
Era germà d'un Gamard i oncle d'un Namnac i Zachi. Fill d'un noble merovingi, la família era originària de Viliolicors (moderna Feuillancourt, prop de Saint-Germain-en-Laye) i hauria nascut a Pissy prop de París.
Va professar al monestir benedictí de Fontenelle (Normandia) sota l'abat fundador Wandril (649-668). La seva fama de santedat va fer que fos nomenat bisbe de Tolosa pel rei de Nèustria Clotari III (657-673) i la seva mare la reina Batilda (+ 680). Va ser bisbe durant deu anys i va fer construir a Viliolicors (moderna Feuillancourt) una basílica en honor de Sant Sadurní de Tolosa. Cap al 666 va abandonar la seva funció episcopal i va tornar a Fontenelle, on era abat Lantbert (668 - vers 678?). Hi va morir entre l'any 671 i vers 687/688 (potser vers el 678), a una edat avançada, essent enterrat al monestir, a la cripta de la basílica de Sant Pau.

## Veneració
El 30 d'abril del 704, el seu cos fou traslladat a l'antiga tomba de sant Wandril, a Fontenelle, per decisió de l'abat Bain, bisbe de Thérouanne. Fou traslladat un altre cop l'1 de juny de 1027 a la capella de Sant Martí de l'abadia.
La seva memoria es commemora el 14 de maig, dia de la seva mort, o el 30 d'abril, dia de la seva translació.